# Skewb

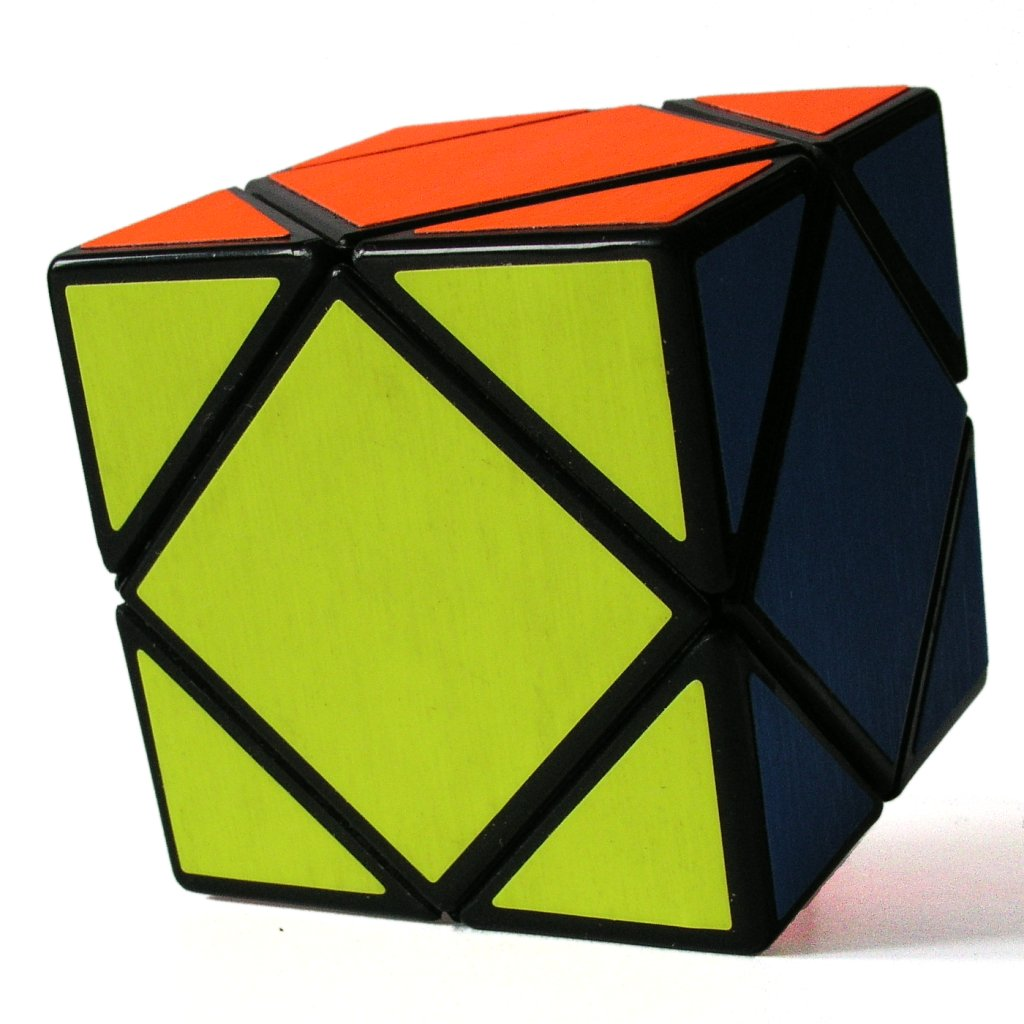
Ułożona kostka Skewb

Skewb (czytaj: Skjub) – zabawka logiczna, kostka, którą należy ułożyć w taki sposób, aby każda z 6 ścian posiadała jeden kolor. Jej wynalazcą jest Tony Durham. Wyglądem podobna do kostki Rubika, jednak konstrukcja obu kostek ma kilka różnic: na przykład, w kostce Rubika obraca się ściany boczne, natomiast w tej drugiej – narożniki. To nie tylko czyni kostkę Skewb znacznie trudniejszą do opanowania, ale również powoduje, że środkowe części ścian są ruchome (tzn. jedna środkowa część może być naprzeciwko jakiejkolwiek innej) – co również jest jedną z różnic (kostka Rubika nie ma ruchomych środków).

## Metody układania Skewb
Jak w wielu innych grach logicznych tego typu, kostkę Skewb można ułożyć na wiele sposobów. Najłatwiejszą z nich jest Layer By Layer, tzn. układanie poszczególnych części w następującej kolejności:
- Ułożenie górnej ściany i dopasowanie górnych narożników tak, żeby ten sam kolor widniał na tej samej ścianie;
- Dopasowanie środków ścian bocznych do górnych narożników;
- Ułożenie dolnych narożników (i tym samym całej kostki).

## Inne odmiany Skewb

### Sześcienne
- Master Skewb – wersja o większej liczbie części
- Elite Skewb – wersja o jeszcze większej liczbie części

### Inne
- Jing's Pyraminx – wersja czworościenna, znana również jako Tetrahedron Skewb;
- Skewb Diamond – wersja ośmiościenna, znana również jako Octahedron Skewb;
- Skewb Ultimate – wersja dwunastościenna, znana również jako Dodecahedron Skewb;
- Icosahedron Skewb – wersja dwudziestościenna.